# اوپندرا لیمایه
اوپندرا لیمایه (انگلیسی: Upendra Limaye؛ زادهٔ ۸ نوامبر ۱۹۶۹) هنرپیشه اهل هند است.
از فیلم‌ها یا برنامه‌های تلویزیونی که وی در آن نقش داشته‌است می‌توان به سرکار راج، راجو، حیوان، عزیز و پایان اشاره کرد.
لیمایه در سال ۲۰۰۸ برنده جایزه ملی فیلم بهترین بازیگر مرد شده‌است.